# Tim McInnerny
Tim McInnerny (Cheadle Hulme, 18 september 1956) is een Engels acteur.
Hij is het best bekend als Lord Percy Percy (in het eerste seizoen), Percy (het tweede seizoen) en Captain Darling (het vierde seizoen) uit de serie Blackadder. In de derde serie speelde hij Lord Topper, oftewel The Scarlet Pimpernel. Ter gelegenheid van de millenniumwisseling maakte de cast van Blackadder nog één korte film, namelijk Blackadder Back and Forth. Hier deed Tim McInnery ook in mee.
Tim McInnerny groeide op in Cheadle Hulme, Stockport in Cheshire en in Stroud, Gloucestershire. Hij volgde zijn educatie op Marling School in Stroud en in Wadham College in Oxford.
Naast Blackadder speelde McInnerny ook in een aantal films, waaronder 101 Dalmatiërs, Notting Hill (1999), 102 Dalmatiërs (2000), Erik the Viking (1989), Richard III en Severance (2006).
Op het toneel speelde hij onder meer in de originele productie van Pravda (1985) samen met onder meer Anthony Hopkins en in 2007 in een productie van Shakespeares toneelstuk Othello als Iago. Ook trad hij op in videoclips van Westlife (Uptown Girl) en Kate Bush (This Woman's Work).
In 2004 speelde hij mee in de BBC-productie Spooks als Oliver Mace. In 2008 trad hij op in het vierde seizoen van Doctor Who, en hij had ook een rol in het begin van Trial and Retribution.
Sinds 2016 speelt hij de rol van Robett Glover in de populaire fantasy-serie Game of Thrones van HBO.
In 2022 speelde hij de hoofdrol naast Elise Schaap in de Nederlandse film Stromboli van Michiel van Erp. In het najaar van 2024 was hij te zien in de bioscoopfilm Gladiator II.